# Lockheed A-12
Lockheed A-12 je dvomotorno visokohitrostno (Mach 3+) izvidniško letalo, ki ga je razvil ameriški Lockheed za CIO. Pri načrtovanju so si pomagali z dizajni konstruktorja Clarenca »Kellyja« Johnsona. A-12 je bil podlaga za Lockheed SR-71 Blackbird, obe letali sta si po izgledu in sposobnostih skoraj identični. Črka A je okrajšava za kodno ime »Archangel«. Zgradili so tudi dvosedeženo verzijo Lockheed YF-12 in njegovo izpeljanko M-21, ki se je uporabljala za izstrelitev brezpilotnega D-21.
A-12 in SR-71 sta poganjala dva enogredna turboreaktivna motorja z dodatnim zgorevanjem Pratt & Whitney J58. Zaradi ekstremnih pogojev delovanja so morali razviti novo gorivo, imenovano JP-7.
A-12 je bil pionir na številnih področjih: bil je eno izmed prvih letal, ki so uporabljali titan v konstrukciji. A-12 je bil tudi deloma stealth letalo in edino letalo, ki je letelo kontinuirano pri hitrosti večji od Mach 3.
A-12 je zmagal na natečaju "Oxcart", njegov konkurent je bil malce manj sposobni Convair Kingfish, je pa imel slednji manjši radarski presek.

## Specifications (A-12)
Podatki iz A-12 Utility Flight Manual, Pace
Splošne karakteristike
- Posadka: 1 (2 za šolsko različico)
- Dolžina: 101,6 ft (30,97 m)
- Razpon kril: 55,62 ft (16,95 m)
- Višina: 18,45 ft (5,62 m)
- Površina kril: 1795 ft² (170 m²)
- Teža praznega letala: 54600 lb (24800 kg)
- Naložena teža: 124600 lb (56500 kg)
- Pogon letala: 2 × Pratt & Whitney J58-1 turboreaktivni motor z dodatnim zgorevanjem, 32500 lbf (144 kN) vsak
- Tovor: do 1100 kg izvidniške opreme

 Zmogljivost 
- Maks. hitrost: Mach 3,35 (2210 mph, 3560 km/h) pri 75000 ft (23000 m)
- Doseg: 2200 nmi (2500 milj, 4000 km)
- Višina leta: 95000 ft (29000 m)
- Hitrost vzpenjanja: 11800 ft/min (60 m/s)
- Obremenitev kril: 65 lb/ft² (320 kg/m²)
- Razmerje potisk/teža: 0,56